# Група періодичної системи
Група періодичної системи - хімічні елементи, розташовані в одному стовпці періодичної системи елементів і характеризуються подібністю хімічних властивостей завдяки спільним рисам у електронній конфігурації атомів.
Номер групи визначається кількістю електронів на зовнішній оболонці атома (валентних електронів) і, як правило, відповідає вищої валентності атома.
В короткоперіодному варіанті періодичної системи групи поділяються на підгрупи — головні (або підгрупи A), що починаються з елементів першого і другого періодів, і побічні (підгрупи В), що містять d-елементи. Підгрупи також мають назви по елементу з найменшим зарядом ядра (як правило, по елементу другого періоду для головних підгруп й елементу четвертого періоду для побічних підгруп). Елементи однієї підгрупи мають подібні хімічні властивості.
Із зростанням заряду ядра в елементів однієї групи через збільшення числа електронних оболонок збільшуються атомні радіуси, внаслідок чого відбувається зниження електронегативності, посилення металевих і ослаблення неметалічних властивостей елементів, посилення відновлювальних і ослаблення окислювальних властивостей утворених ними речовин.
Існує 18 груп, які IUPAC з 1989 року рекомендує номерувати арабськими цифрами: група 1, група 2 тощо. Таку номерацію запропонували для того, щоб уникнути плутанини попередніх систем. В цих системах групи нумерувалися римськими цифрами, але ця нумерація була різною в Європі і США.
- Група 1 — гідроген і лужні метали.
- Група 2 — лужноземельні метали
- Група 3 — Підгрупа скандію
- Група 4 — Підгрупа титану
- Група 5 — Підгрупа ванадію
- Група 6 — Підгрупа хрому
- Група 7 — Підгрупа мангана
- Група 8 — Підгрупа феруму
- Група 9 — Підгрупа кобальту
- Група 10 — Підгрупа нікелю
- Група 11 — Підгрупа міді
- Група 12 — Підгрупа цинку
- Група 13 — Підгрупа бора
- Група 14 — Підгрупа карбону
- Група 15 — підгрупа азоту
- Група 16 — халькогени
- Група 17 — галогени
- Група 18 — інертні гази

| Група  | 1     | 2     |    | 3     | 4      | 5      | 6      | 7      | 8      | 9      | 10     | 11     | 12     | 13     | 14     | 15     | 16     | 17     | 18     |
|        | I     | II    |    |       |        |        |        |        |        |        |        |        |        | III    | IV     | V      | VI     | VII    | VIII   |
| Період |       |       |    |       |        |        |        |        |        |        |        |        |        |        |        |        |        |        |        |
| 1      | 1 H   |       |    |       |        |        |        |        |        |        |        |        |        |        |        |        |        |        | 2 He   |
| 2      | 3 Li  | 4 Be  |    |       |        |        |        |        |        |        |        |        |        | 5 B    | 6 C    | 7 N    | 8 O    | 9 F    | 10 Ne  |
| 3      | 11 Na | 12 Mg |    |       |        |        |        |        |        |        |        |        |        | 13 Al  | 14 Si  | 15 P   | 16 S   | 17 Cl  | 18 Ar  |
| 4      | 19 K  | 20 Ca |    | 21 Sc | 22 Ti  | 23 V   | 24 Cr  | 25 Mn  | 26 Fe  | 27 Co  | 28 Ni  | 29 Cu  | 30 Zn  | 31 Ga  | 32 Ge  | 33 As  | 34 Se  | 35 Br  | 36 Kr  |
| 5      | 37 Rb | 38 Sr |    | 39 Y  | 40 Zr  | 41 Nb  | 42 Mo  | 43 Tc  | 44 Ru  | 45 Rh  | 46 Pd  | 47 Ag  | 48 Cd  | 49 In  | 50 Sn  | 51 Sb  | 52 Te  | 53 I   | 54 Xe  |
| 6      | 55 Cs | 56 Ba | *  |       | 72 Hf  | 73 Ta  | 74 W   | 75 Re  | 76 Os  | 77 Ir  | 78 Pt  | 79 Au  | 80 Hg  | 81 Tl  | 82 Pb  | 83 Bi  | 84 Po  | 85 At  | 86 Rn  |
| 7      | 87 Fr | 88 Ra | ** |       | 104 Rf | 105 Db | 106 Sg | 107 Bh | 108 Hs | 109 Mt | 110 Ds | 111 Rg | 112 Cn | 113 Nh | 114 Fl | 115 Mc | 116 Lv | 117 Ts | 118 Og |

| Лантаноїди | *  | 57 La | 58 Ce | 59 Pr | 60 Nd | 61 Pm | 62 Sm | 63 Eu | 64 Gd | 65 Tb | 66 Dy | 67 Ho | 68 Er  | 69 Tm  | 70 Yb  | 71 Lu  |  |
| Актиноїди  | ** | 89 Ac | 90 Th | 91 Pa | 92 U  | 93 Np | 94 Pu | 95 Am | 96 Cm | 97 Bk | 98 Cf | 99 Es | 100 Fm | 101 Md | 102 No | 103 Lr |  |

|  | Лужні метали | Лужноземельні метали                     | Лантаноїди | Актиноїди    | Перехідні метали |  |
|  | Метали       | Напівметали (напівпровідники, металоїди) | Галогени   | Інертні гази | Неметали         |  |